# DR-Baureihe 99.32
Die Fahrzeuge der Baureihe 99.32 der Deutschen Reichsbahn sind nach den Einheitsgrundsätzen gebaute Schmalspur-Lokomotiven für die Spurweite von 900 mm.
Die 1932 für die Bäderbahn Bad Doberan–Kühlungsborn beschafften drei Lokomotiven sind bis heute im Einsatz und werden durch eine 2009 nachgebaute Lokomotive dabei ergänzt.

## Geschichte

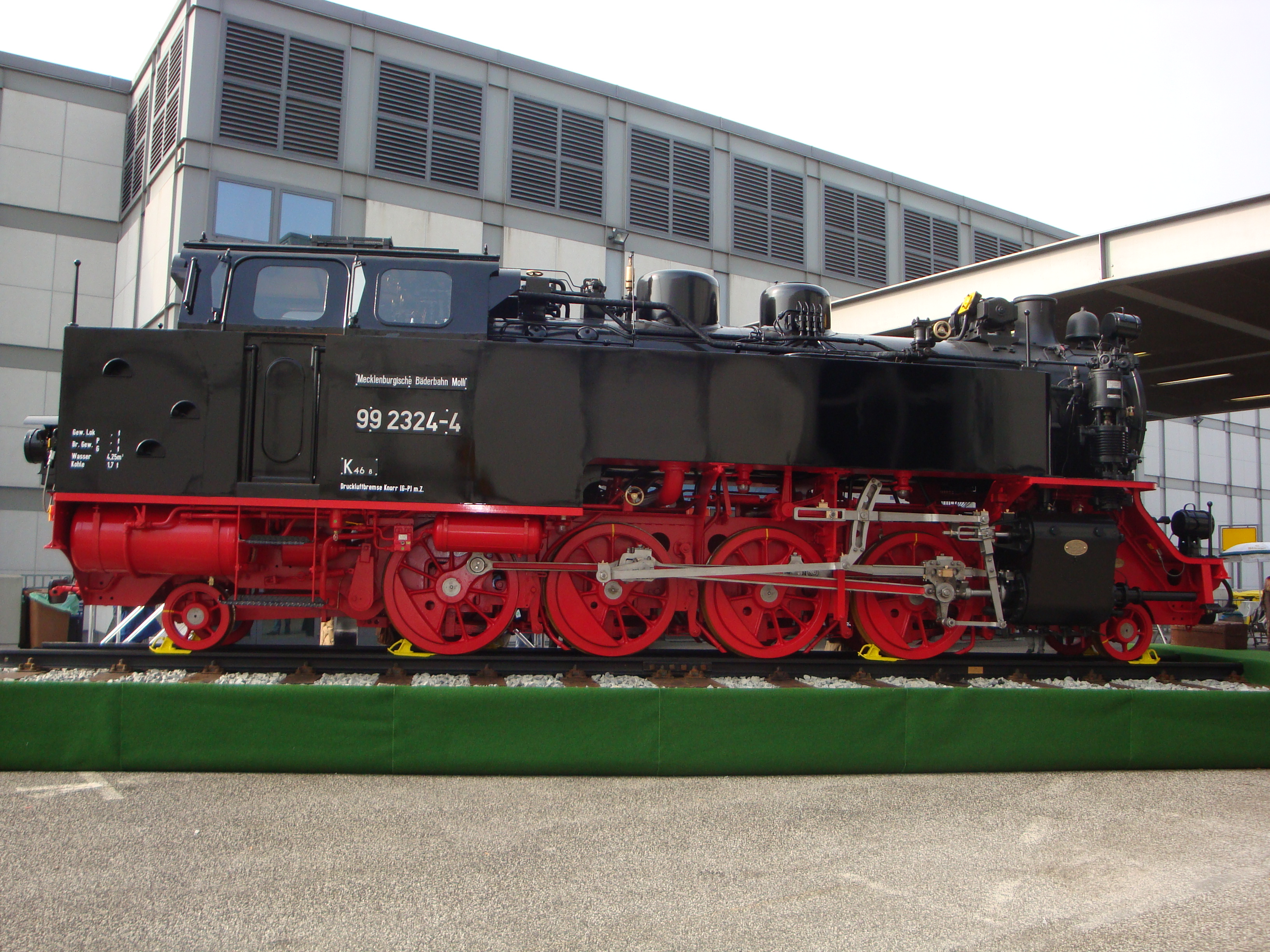
Präsentation der neuen 99 2324 auf der ITB Berlin 2009.

Das steigende Verkehrsaufkommen auf der Bahnstrecke zwischen Bad Doberan und Kühlungsborn führte die 1923 beschafften Lokomotiven der Baureihe 99.31 an ihre Leistungsgrenze. Die Deutsche Reichsbahn bestellte deshalb bei Orenstein & Koppel drei Lokomotiven der Bauart 1'D1' h2 zur Erweiterung des Fahrzeugparks. Dabei sollte sich das Unternehmen bei der Konstruktion an die Baugrundsätze und Normen der Einheitslokomotiven orientieren. Ursprünglich waren die Lokomotiven im Typen-Programm nicht vorgesehen. Die Verwendung vieler standardisierter Baugruppen erlaubt jedoch die Verwendung des Begriffs Einheitslokomotive.
Die Lokomotiven wurden 1932 ausgeliefert. Zur Verkürzung der Reisezeit wurden die Fahrzeuge für eine Geschwindigkeit von 50 km/h ausgelegt. Damit sind sie neben der NWE Nr. 21 die einzigen deutschen Schmalspurdampflokomotiven mit einer solchen Höchstgeschwindigkeit.
Mit der Einführung der EDV-Nummern erhielten die Lokomotiven 1970 die neue Loknummern 99 2321-0, 99 2322-8 und 99 2323-6. In der Mitte 1970er Jahre erhielten die 99 2322 und 99 2323 geschweißte Stahlzylinder statt der abgenutzten Graugusszylinder. Bei der 99 2321 erfolgte der Tausch Ende der 1980er Jahre. Mit der Einführung des Nummernschemas der Deutschen Bundesbahn zum 1. Januar 1992 erhielten die Lokomotiven die Betriebsnummern 099 901-1, 099 902-9 und 099 903-7. Mit der Betriebsübernahme der Mecklenburgischen Bäderbahn Molli GmbH & Co. KG zum 1. Oktober 1995 kamen die Lokomotiven zu dieser Gesellschaft und erhielten ihre vorherigen EDV-Nummern zurück.
Zwischen 1994 und 1997 wurden alle Lokomotiven im Dampflokwerk Meiningen einer Generalinstandsetzung unterzogen. Dabei erhielten die Lokomotiven geschweißte Kessel, neue Wasserkästen und Radreifen. Bei der Hauptuntersuchung im Zeitraum 2003 bis 2006 erhielten die Lokomotiven neue geschweißte Blechrahmen. An der 99 2322-6 erprobte man von 2003 bis 2006 Rollenachslager. Diese bewährten sich jedoch nicht.
Da die noch betriebsfähige Lokomotive der Baureihe 99.33 den Anforderungen des Sommerfahrplans nicht gewachsen ist, aber eine weitere leistungsfähige Lok benötigt wurde, entschloss man sich, eine Lokomotive der Baureihe 99.32 auf der Basis der bisherigen konstruktiven Verbesserungen nachzubauen. Die im Dampflokwerk Meiningen hergestellte Lokomotive 99 2324-4 wurde 2009 in Dienst gestellt.

## Konstruktive Merkmale
Abweichend von den Bauprinzipien der Einheitslokomotiven verfügten die Lokomotiven über einen genieteten Blechrahmen mit Längs- und Querversteifungen statt eines Barrenrahmens. Seit der von 2003 bis 2006 durchgeführten Hauptuntersuchung besitzen die Lokomotiven einen geschweißten Blechrahmen.
Der genietete Langkessel besteht aus zwei Schüssen. Der Dampfdom mit dem Schmidt & Wagner-Nassdampfregler sitzt auf dem zweiten Schuss, während der Sandkasten auf dem ersten sitzt. Der für Nass- und Heißdampf getrennte Dampfsammelkasten befindet sich in der Rauchkammer. Beim Rauchrohrüberhitzer verwendet man einen ungewöhnlichen Rohrspiegel. Vier Heizrohren stehen 69 Rauchrohre gegenüber. Die Ackermann-Sicherheitsventile sitzen auf dem Stehkesselscheitel. 1994 bis 1997 erhielten die Lokomotiven neu konstruierte geschweißte Stahlkessel.
Das außenliegende waagerecht angeordnete Zweizylinder-Heißdampftriebwerk arbeitet auf die dritte Kuppelachse. Die ursprünglichen Graugusszylinder wurden ab Mitte der 1970er Jahre durch geschweißte Stahlzylinder ersetzt. Die außenliegende Heusinger-Steuerung besitzt eine Kuhnsche Schleife. Die ursprünglichen Regelkolbenschieber wurden später durch Müller-Druckausgleich-Kolbenschieber ersetzt. Heute kommen Trofimoff-Schieber der Bauart Görlitz zur Anwendung.
Das Laufwerk ist an vier Punkten abgestützt. Die Blattfederpakete der Kuppelradsätze liegen unterhalb der Achslager. Die Laufradsätze werden oberhalb der Achslager abgefedert. Die Federn der beiden äußeren Radsätze sowie des benachbarten Laufradsatzes sind jeweils durch Ausgleichshebel verbunden. Die Laufradsätze sind als Bisselachsen mit 20 mm Seitenverschiebbarkeit ausgelegt. Die dritte Kuppelachse hat eine Spurkranzschwächung.
Als Lokomotivbremse dient eine Knorr-Zweikammer-Druckluftbremse. Alle Kuppelräder werden von vorn gebremst. Die Luftpumpe befindet sich rechts neben der Rauchkammer. Die Luftbehälter befinden sich auf beiden Seiten unter dem hinteren Wasserkasten.
Die Borsig-Druckluftsandeinrichtung sandet bei Vorwärtsfahrt die ersten beiden Radsätze und bei Rückwärtsfahrt die zweite und dritte Achse. Zur besseren Sicherung der Zugfahrt verfügten die Maschinen über ein Knorr-Druckluftläutewerk vor dem Schornstein und auf dem Kohlekasten. Wegen Lärmbeschwerden der Anwohner bei der Stadtdurchfahrt von Bad Doberan wurde das hintere Läutewerk später entfernt. Ein Dampfturbogenerator hinter dem Schornstein erzeugt eine Leistung von 5 kW bei 85 V. Die Lokomotive verfügt über eine Dampfheizungsanlage.
Das Kesselwasser ist in Wasserkästen vor dem Führerhaus entlang des Langkessels untergebracht. Der Kohlevorrat befindet sich in einem Kohlekasten hinter dem Führerhaus.
Auf Grund des eingeschränkten Lichtraumprofils musste der obere Teil des Führerhauses stark abgeschrägt werden.